# تحصیل خال
تحصیل خال (به انگلیسی: Khall) یک تحصیل در پاکستان است که در خیبر پختونخوا واقع شده‌است.